# جوناس ليفانن
جوناس ليفانن (بالإنجليزية: Jonas Levänen)‏ هو لاعب كرة قدم فنلندي محترف يلعب لنادي هونكا. من من مواليد 12 يناير 1994.

## روابط خارجية
جوناس ليفانن على موقع قاعدة بيانات كرة القدم.إي يو (الإنجليزية)
- جوناس ليفانن على موقع Soccerbase.com (لاعب) (الإنجليزية)
- جوناس ليفانن على موقع Soccerway.com (الإنجليزية)
- جوناس ليفانن على موقع عالم كرة القدم.نت (الإنجليزية)